# 11 Малого Пса
11 Малого Пса — звезда в созвездии Малого Пса.
11 Малого Пса — белая звезда главной последовательности спектрального класса А с видимым блеском +5.25. Звезда удалена от Земли на расстоянии 312 световых лет. Невооружённым глазом звезда видна только зорким людям при хорошей видимости, или в бинокль.

## Наблюдение
11 Малого Пса является звездой северного неба. Её положение не слишком далеко от экватора, что позволяет наблюдать звезду со многих точек Земли, однако, наиболее благоприятные условия для наблюдения складываются в северном полушарии. Её видимая величина составляет +5,2m, поэтому звезду можно наблюдать только вдали от источников искусственного света.
Благодаря близости к небесному экватору, звезду можно наблюдать почти круглый год, но наилучший период видимости в северном полушарии складывается с декабря по май.

## Физические характеристики
11 Малого Пса является белой звездой главной последовательности. Её абсолютная звёздная величина составляет +0,34m. 11 Малого Пса имеет положительное значение радиальной скорости, это указывает на то, что звезда удаляется от Земли. Звезда ярче Солнца в 62,5 раза, радиус в 3.3 раза больше солнечного.